# Danh sách đảo Israel
Đây là Danh sách đảo của Israel, từ Bắc vào Nam:
- Quần đảo Rosh HaNikra
  - Shahaf
  - Nachlieli
  - Tchelet
- Quần đảo Achziv
  - Achziv. tên phổ biến ở Israel là "Đảo Tình yêu"[1] bên cạnh tên chính.[1]
  - Chegafyoun
  - Achziv Reef
- Quần đảo Hof Dor, Dor
  - Shchafit
  - Dor
  - Tefet
  - Hofmi
- Đảo Yonim, Ma'agan Michael[2]
- Quần đảo Caesarea, Caesarea
- Mikhmoret Rock, Mikhmoret
- Andromeda Rock, Jaffa. Gần lối vào Cảng Jaffa.
- Adam Rock, Bat Yam.